# Amamoor-Nationalpark
Der Amamoor-Nationalpark (englisch Amamoor National Park) ist ein nur 38 Hektar großer Nationalpark in Queensland, Australien.

## Lage
Er liegt in der Region Wide Bay-Burnett und befindet sich 130 Kilometer nördlich von Brisbane und 115 Kilometer südlich von Hervey Bay. Vom Bruce Highway zweigt etwa 20 Kilometer südlich von Gympie die Straße in den gleichnamigen Ort Amamoor ab. Von hier, der Amamoor Creek Road folgend, gelangt man nach zehn Kilometer in den Amamoor State Forest.
In der Nachbarschaft liegen die Nationalparks Glastonbury, Conondale, Wrattens und Woondum.

## Einrichtungen
Im State Forest gibt es zwei Campingplätze und mehrere ausgewiesene Wanderwege. Der benachbarte Nationalpark hat keine Besuchereinrichtungen.

## Flora und Fauna
Der Nationalpark schützt bis 330 Meter hoch gelegenen subtropischen Regenwald, dominiert von Zedrachbäumen (White Cedar), Toona ciliata (Red Cedar), Neuguinea-Araukarien (Hoop Pine) und Queensland-Araukarien (Bunya Pine). In den Bächen kann man das scheue Schnabeltier beobachten. Die feuchteren Bereiche beheimaten außerdem einige seltene oder vom Aussterben bedrohte Froscharten.